# Maravichromis
Maravichromis és un gènere de peixos de la família dels cíclids i de l'ordre dels perciformes.

## Taxonomia
- Maravichromis anaphyrmus (Burgess & Axelrod, 1973)
- Maravichromis balteatus (Trewavas, 1935)
- Maravichromis epichorialis (Trewavas, 1935)
- Maravichromis ericotaenia (Regan, 1922)
- Maravichromis formosus (Trewavas, 1935)
- Maravichromis guentheri (Regan, 1922)
- Maravichromis incola (Trewavas, 1935)
- Maravichromis labidodon (Trewavas, 1935)
- Maravichromis lateristriga (Günther, 1864)
- Maravichromis melanotaenia (Regan, 1922)
- Maravichromis mola (Trewavas, 1935)
- Maravichromis mollis (Trewavas, 1935)
- Maravichromis obtusus (Trewavas, 1935)
- Maravichromis plagiotaenia (Regan, 1922)
- Maravichromis semipalatus (Trewavas, 1935)
- Maravichromis sphaerodon (Regan, 1922)[2][3][4]